# Universität der Bundeswehr

Signet der Universität der Bundeswehr München

Signet der Helmut-Schmidt-Universität/Universität der Bundeswehr Hamburg

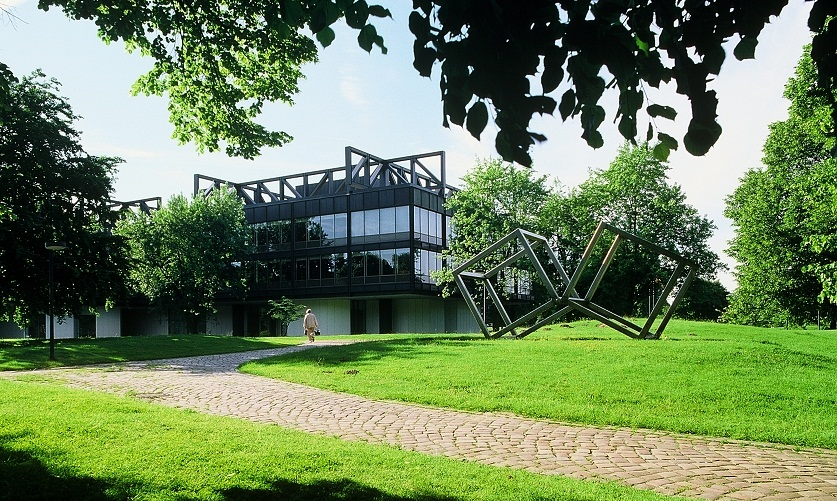
Hauptgebäude der Helmut-Schmidt-Universität mit Universitätsbibliothek

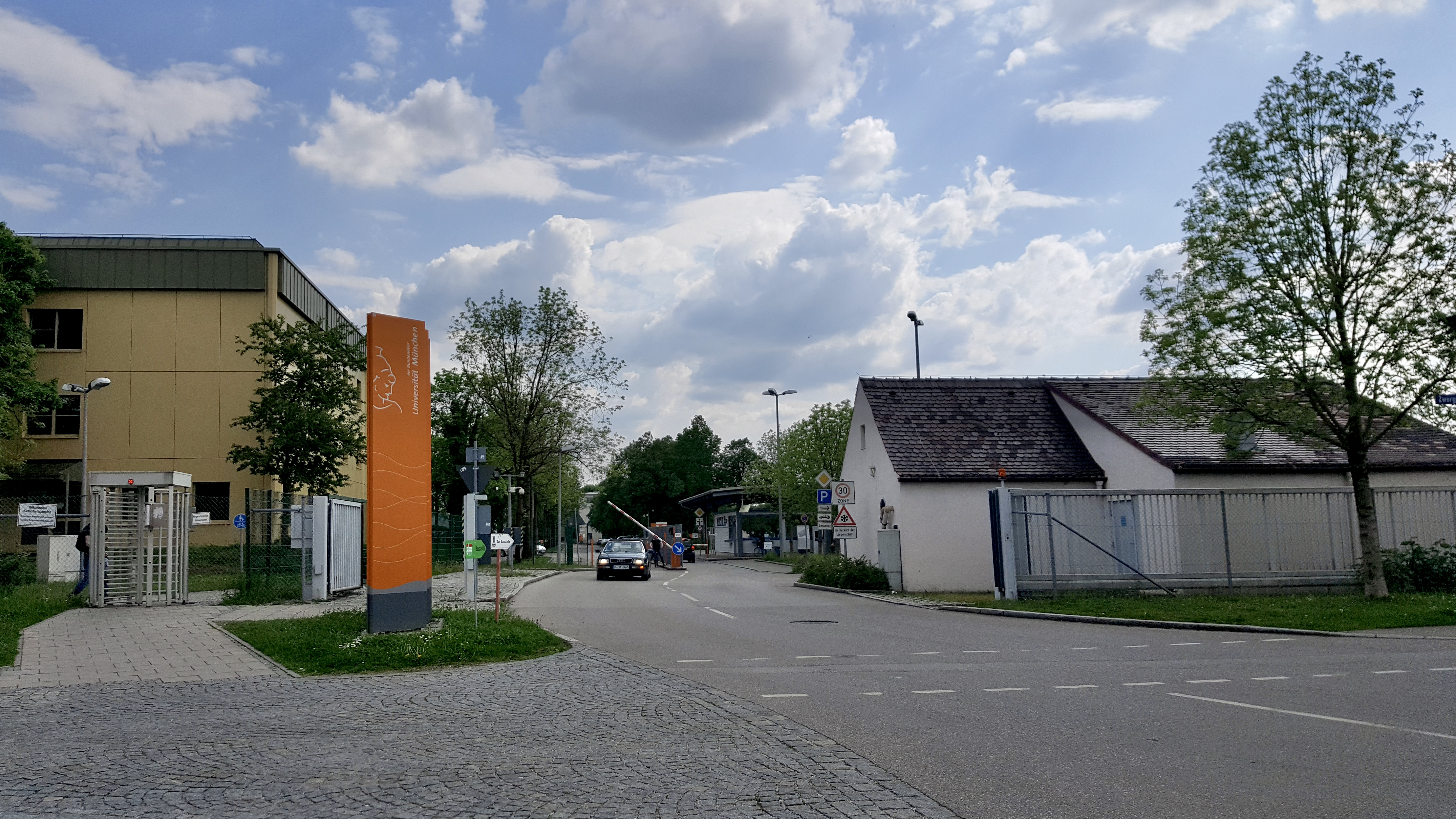
Campus München in Neubiberg (hier eine Zufahrt im Ortsteil Unterbiberg)

Es gibt zwei Universitäten der Bundeswehr (UniBw): Die Universität der Bundeswehr München (UniBw M) und die Helmut-Schmidt-Universität/Universität der Bundeswehr Hamburg (HSU/UniBw Hamburg). Beide Universitäten sind obere Bundesbehörden, gehören zum zivilen Organisationsbereich Personal und sind dem Bundesministerium der Verteidigung zugeordnet. Dort liegt die Zuständigkeit im Referat P I 5.
Von den ca. 2000 Offizieranwärtern, die die Bundeswehr jährlich einstellt, sind etwa 95 Prozent Offiziere mit Studium. Nach einer 11- bzw. 15-monatigen allgemein-militärischen Ausbildung zum Offizier beginnen sie ihr Studium in einem der 20 zivil anerkannten (Fach-)Hochschulstudiengänge. Das Studium soll den Offizieren zum einen nach ihrer Dienstzeit den (Wieder-)Einstieg in einen Zivilberuf ermöglichen und zum anderen einen akademischen Bildungshorizont für ihre Tätigkeit in den Streitkräften vermitteln.
Ihre Bezüge erhalten die vom Dienst weitgehend freigestellten Soldaten während des Studiums weiter. So soll sichergestellt werden, dass die Studierenden nicht auf Nebenjobs oder BAföG angewiesen sind und sich daher vollständig auf das Studium konzentrieren können. Dieses ist in Trimester gegliedert. Durch diese Verdichtung verkürzt sich das Studium auf drei Jahre (Regelstudienzeit Bachelor) bzw. vier Jahre (Regelstudienzeit Bachelor und Master).
Die Studienrichtung ist nicht zwangsläufig an den späteren Aufgabenbereich gebunden. Nur bestimmte Verwendungsreihen bei Luftwaffe und Marine sind an das Bestehen eines technischen Studiengangs gekoppelt. Ansonsten steht es aber beispielsweise sowohl den Fallschirmjägern des Heeres als auch den Offizieranwärtern von Luftwaffe und Marine offen, entsprechend ihrer persönlichen Neigung und Eignung geisteswissenschaftliche, wirtschaftswissenschaftliche oder technische Studiengänge anzustreben. Nicht jeder Studiengang wird angeboten. Offizieranwärter, die sich für die Laufbahn im Sanitätsdienst entscheiden und Human-, Zahn-, Veterinärmedizin oder Pharmazie studieren wollen, werden für ihr Studium an einer öffentlichen Hochschule vom Dienst freigestellt und erhalten eine Ausbildungsvergütung in Höhe ihrer dienstgradabhängigen Bezüge. Weiterhin werden die Studiengebühren übernommen. Dasselbe gilt für Offizieranwärter der ABC-Abwehrtruppe, die sich für ein Studium der Chemie, Biologie oder Physik an einer öffentlichen Hochschule qualifiziert haben.

## Gründungszeit
Am 11. Juni 1970 gab der Bundesverteidigungsminister Helmut Schmidt (SPD) einen Erlass zur Bildung einer Kommission zur Neuordnung der Ausbildung und Bildung in der Bundeswehr unter Vorsitz von Thomas Ellwein heraus.
Am 17. Mai 1971 legte die Kommission dem Bundesverteidigungsminister Schmidt das Gutachten vor. Es sieht vor, dass Offizieranwärter mit einer Verpflichtungszeit von mindestens zwölf Jahren künftig ein dreijähriges Studium an einer Hochschule der Bundeswehr absolvieren sollen. Am 29. Juni 1972 stimmte das Bundeskabinett der Einrichtung von Hochschulen der Bundeswehr zu.
Am 3. Oktober 1972 erfolgte der Abschluss eines Abkommens zwischen der Freien und Hansestadt Hamburg und der Bundesregierung über die Einrichtung einer wissenschaftlichen Hochschule für die Ausbildung von Offizieranwärter der Bundeswehr.
Am 16. Oktober 1972 und am 2. Januar 1973 erfolgten die Erlasse der Gründungsausschüsse für die Hochschulen der Bundeswehr in Hamburg und München. Am 14. Februar und am 4. April 1973 stimmte der Verteidigungsausschuss des Deutschen Bundestages der Errichtung von zwei Hochschulen zu.
Am 5. und 11. Juli 1973 erteilte der Bundesverteidigungsminister Georg Leber den Befehl zur Aufstellung der Hochschulen. Am 3. August 1973 erteilte der Bayerische Staatsminister für Unterricht und Kultus die Genehmigung zur Errichtung einer Hochschule der Bundeswehr in Neubiberg, einer Gemeinde am südlichen Stadtrand von München.
Am 1. Oktober 1973 erfolgte die Aufnahme des Lehr- und Forschungsbetriebes an beiden Hochschulen. Am 30. September 1976 verließen die ersten Absolventen die Hochschulen.
Von 1973 bis 1998 haben 32.000 Offizieranwärter das Studium an den UniBw begonnen, mit einer Erfolgsrate von ca. 66 Prozent.
Auf dem Dies academicus der Universität der Bundeswehr in München am 8. Oktober 1999 hob der damalige Verteidigungsminister Rudolf Scharping die Bedeutung des Globalbudgets für die „weitgehende Autonomie und auch eine stärkere Flexibilisierung“ der Bundeswehr-Universitäten hervor.

## Studienmodell
Das Studienmodell an den beiden Bundeswehruniversitäten ist auf eine Regelstudienzeit von 9 Trimestern ausgelegt, zuzüglich eines Prüfungstrimesters; die Studierenden machen ihren Abschluss innerhalb von etwa drei (Bachelor) oder vier Jahren (Bachelor und Master im Intensivstudium). Der Abschluss ist zivil anerkannt, da nach allgemeinem staatlichen Hochschulrecht studiert wird und akademische Grade nach Hamburger bzw. Bayerischem Hochschulrecht verliehen werden. Die Rechtsverhältnisse zwischen Studierenden und den Universitäten unterliegen damit dem Hochschulrecht und nicht wehrrechtlichen Vorschriften. Maßgebend ist dabei aufgrund der im Grundgesetz vorgenommenen Kompetenzverteilung das Hochschulrecht des Bundeslandes, in dem die Universität belegen ist.
Seit dem Herbst-Trimester 2007 ist das Studium im Zuge des sog. Bologna-Prozesses auf Bachelor- und Master-Studiengänge umgestellt.
Lediglich diejenigen Studierenden, die nach 7 Trimestern 180 ECTS-Punkte gesammelt haben, können das Masterstudium absolvieren, wobei sich der Beginn des Master-Studiums mit dem Ende des Bachelor-Studiums überlappt. Nur so ist die Realisierung des Masters in der Mindeststudienzeit von vier und der Maximalstudienzeit von 4¼ Jahren möglich. Pro Jahr können durch das Intensivstudium maximal 75 ECTS-Punkte erreicht werden. 8 Punkte können durch eine Sprachprüfung mit erreichtem SLP 3332 in Englisch bereits vor Studienbeginn erlangt werden. Wer die geforderte Punktzahl nicht in der vorgegebenen Zeit erreicht, verbleibt im Bachelor-Modell und schließt das Studium spätestens nach 3¼ Jahren mit dem Bachelor ab.
Organisatorisch waren die Universitäten der Bundeswehr der damaligen Streitkräftebasis zugeordnet, dem Streitkräfteamt unmittelbar unterstellt und Teil der Streitkräfte. Im BMVg bestand ein eigenes Referat für die Bundeswehruniversitäten. Seit dem 1. April 2012 gehören diese zum neuen Organisationsbereich Personal der Bundeswehr und sind damit formal nicht mehr Teil der Streitkräfte, sondern der zivilen Bundeswehrverwaltung.
Die beiden Universitäten sind klein und überschaubar, sehr gut ausgestattet und ganz im Sinne einer angloamerikanischen Campus-Universität aufgebaut. Wohnbereiche, Hörsäle, Labore sowie Sport- und Freizeiteinrichtungen befinden sich in unmittelbarer räumlicher Nähe.
Die Universitätsbibliotheken lassen auch externe Nutzer zu.

## Voraussetzungen für die Zulassung zum Studium
- Allgemeine Hochschulreife bzw. Fachhochschulreife (für Fachhochschulstudiengänge).
- Offizieranwärter müssen das Auswahlverfahren am Assessmentcenter für Führungskräfte der Bundeswehr (ACFüKrBw) in Köln erfolgreich absolvieren und dabei ihre charakterliche, intellektuelle und körperliche Eignung zum Offizier sowie die Studieneignung nachweisen. Vor Studienbeginn muss die allgemein-militärische Ausbildung erfolgreich absolviert werden. Die Regelverpflichtungszeit beträgt 13 Jahre.
- Ebenso werden Offiziere befreundeter Streitkräfte an den Bundeswehruniversitäten aufgenommen.
- Auch zivile Austauschstudierende der Partneruniversitäten können an den Bundeswehruniversitäten studieren (etwa über Erasmus-Programm)
- Deutsche zivile Studierende werden seit wenigen Jahren an beiden Universitäten in kleinem Umfang zugelassen, falls ein Partnerunternehmen die Kosten übernimmt und ausreichend Kapazität verfügbar ist.
- Daneben ist die Teilnahme an den Lehrveranstaltungen als Gasthörer möglich.
- Hamburger Studierende können unter Umständen auch Leistungen an der Helmut-Schmidt-Universität/Universität der Bundeswehr Hamburg erbringen.
- An der Münchner Universität gibt es seit 2006 ein Hochbegabtenförderprogramm zur Frühförderung von besonders begabten Schülern.

## Haushalt und Drittmittel
Bei der Einwerbung von Drittmitteln müssen die Universitäten der Bundeswehr mit den anderen öffentlichen Universitäten konkurrieren. In Zeiten knapper Ressourcen prüfen die Auftraggeber umso gründlicher, an wen teure Forschungsaufträge vergeben werden sollen. Daran, wie viele Drittmittel eine Universität einwerben kann, wird aber zunehmend ihre Qualität gemessen.
So umfasste der Haushalt der Bundeswehr-Universität München 1998 rund 20,5 Millionen Euro, davon 8,9 Millionen Euro aus Drittmitteln.
Im Rahmen der Kooperation der Bundeswehr-Universitäten mit der Wirtschaft kommen Drittmittel u. a. von folgenden Einrichtungen und Unternehmen: Airbus, Deutsche Forschungsgemeinschaft (DFG), Daimler, DLR, Sennheiser, Siemens, MAN, Bosch, Deutsche Telekom, ThyssenKrupp, VDI und der Volkswagenstiftung.

## Wissenschaftliche Weiterbildung
Neben den grundständigen Studiengängen bieten die beiden Bundeswehruniversitäten auch weiterbildende Studienprogramme, Workshops und Zertifikatskurse in ihren Instituten für wissenschaftliche Weiterbildung an.
Als Zulassungsvoraussetzungen werden zumeist ein erster qualifizierender Hochschulabschluss sowie mehrjährige Berufstätigkeit gefordert. Die Weiterbildungsprogramme werden hauptsächlich berufsbegleitend angeboten; oftmals im Format Blended Learning, bei dem Präsenz- mit Fernlernphasen abwechseln. Digitale Bildungsmedien werden auf webbasierten Lehr- und Lernplattformen den Studierenden bereitgestellt, sodass das Studieren neben Beruf und Familie nahezu zeit- und ortsunabhängig möglich ist.
Zielgruppen sind insbesondere Bundeswehrangehörige, wie ausscheidende Zeitoffiziere und -soldaten, die mit der Weiterqualifizierung auf die Zeit nach der Bundeswehr und eine Karriere in der Zivilwirtschaft vorbereitet werden. Ein Soldat auf Zeit (SaZ) hat die Möglichkeit, in den letzten beiden Dienstjahren beim Berufsförderdienst der Bundeswehr (BFD) einen Antrag auf Förderung zu stellen. Die Programme stehen aber auch zivilen Fach- und Führungskräfte aus Industrie und Wirtschaft, in Behörden auf Bundes-, Landes- und kommunaler Ebene offen. Ein Bezug zur Bundeswehr ist nicht notwendig.
Die weiterbildenden Studiengänge entsprechen in puncto Qualitätssicherung den Studiengängen der grundständigen Lehre, da sie auch das universitätsinterne und das ministerielle Genehmigungsverfahren durchlaufen und auf Prüfungsordnungen basieren. Alle Studiengänge sind staatlich anerkannt. Die externe Qualitätssicherung gewährleistet ein Peer Review-Verfahren in der Akkreditierung. Die Zertifikatskurse folgen anerkannten Qualitätsstandards und Richtlinien.
Das campus advanced studies center (casc) ist das universitätsinterne Institut für wissenschaftliche Weiterbildung auf dem Campus der Universität der Bundeswehr München in Neubiberg. Seit 2008 werden dort in Zusammenarbeit mit den Dozierenden der Universität und externe Kooperationspartnern praxisnahe Weiterbildungsprogramme entwickelt. Der Bereich Weiterbildung ist die dritte Säule der Universität neben Forschung und Lehre. Beteiligte Fakultäten sind beispielsweise: Staats- und Sozialwissenschaften, Wirtschafts- und Organisationswissenschaften, Luft- und Raumfahrttechnik, Humanwissenschaften, Maschinenbau, Bauingenieurwesen sowie Informatik. Alle berufsbegleitenden Studiengänge schließen mit einem akademischen Grad ab, der durch die Universität der Bundeswehr München vergeben wird. Am Institut für wissenschaftliche Weiterbildung der UniBw M gibt es folgende Abschlussarten: Bachelor of Engineering (B. Eng.), Master of Science (M.Sc.), Master of Arts (M.A.) sowie Master of Business Administration (MBA). Alle Weiterbildungsstudiengänge am casc sind modular aufgebaut. Beim Modulstudium können die Studierenden auch nur einzelne Module belegen. Für jedes Modul gibt es eine bestimmte Anzahl an ECTS-Leistungspunkten, die auf den jeweiligen Studiengang angerechnet werden können. Derzeit umfasst das Studienangebot am casc sechs Bachelor- und Masterstudiengänge: Bachelor-Studiengang Wirtschaftsingenieurwesen (B.Eng), Master-Studiengang Systems Engineering (M.Sc.), Master-Studiengang Personalentwicklung (M.A.), Master-Studiengang International Security Studies (M.A.), MBA Public Management sowie MBA International Management. Daneben gibt es auch Weiterqualifizierungen, die mit einem Hochschulzertifikat abschließen, wie Fachplaner für Kampfmittelräumung.
Casc ist Mitglied bei der Deutschen Gesellschaft für Wissenschaftliche Weiterbildung und Fernstudium (DGWF), der Interessenvertretung der Wissenschaftlichen Weiterbildung in Deutschland.
An der Helmut-Schmidt-Universität//Universität der Bundeswehr Hamburg bietet das Zentrum für Wissenschaftliche Weiterbildung (ZWW) seit 2013 Weiterbildungsstudiengänge und Zertifikatsprogramme an.

## Sonstiges
Bei den Campusgeländen sowie den Wohnbereichen handelt es sich um militärische Bereiche; das bedeutet, das Betreten durch Nicht-Angehörige der Streitkräfte ist prinzipiell nicht gestattet, kann jedoch geduldet werden. Diese Erlaubnis kann jederzeit, etwa bei Inkrafttreten einer höheren Alarmstufe, widerrufen werden.